# Élections municipales partielles de 2007 à Québec
Les élections municipales partielles de 2007 à Québec se sont déroulées le 2 décembre 2007 à la suite de la mort de la mairesse Andrée P. Boucher, survenu au cours de son mandat. En plus du poste de maire, le poste de conseiller du district de Montcalm est également en jeu à la suite de la démission de la chef du Renouveau municipal de Québec, Ann Bourget qui, par souci de transparence, a préféré renoncer à son titre de chef de l'Opposition officielle de la ville de Québec afin de présenter sa candidature à la mairie.
Le scrutin permit d'élire le candidat indépendant Régis Labeaume à titre de nouveau maire de la ville de Québec et la candidate indépendante Anne Guérette comme nouvelle conseillère du district électoral de Montcalm. À la suite du scrutin, la prochaine élection générale, fixée en novembre 2009, surviendra comme prévu.

## Mairie de Québec

### Contexte
La mairesse Andrée P. Boucher décède subitement le 24 août 2007. Jacques Joli-Cœur devient maire par intérim, puis un avis de vacance au poste de maire a été envoyé au Directeur général des élections du Québec le 3 septembre 2007. La date de l'élection fut fixée au 2 décembre 2007.

### Déroulement de la campagne
Claude Larose, ex-chef du Renouveau municipal de Québec, lance les hostilités en attaquant la chef actuelle du parti, Ann Bourget. Il accuse Bourget de ne pas avoir la stature d'une mairesse et d'avoir mal dirigé le parti. Le groupe parlementaire d'Ann Bourget, qui regroupe les 23 conseillères et conseillers qui forment la majorité au Conseil municipal de Québec, lui a accordé sa pleine confiance.
Candidat pressenti, Philippe Couillard, ministre responsable de la région de la Capitale-Nationale, a fermé la porte à une éventuelle participation à la course. Quant à Agnès Maltais, députée provinciale de Taschereau, elle a renoncé à se porter candidate, préférant porter les couleurs du Parti québécois (avec Pauline Marois) aux prochaines élections provinciales.
La première personne à officialiser sa candidature est Pierre Dolbec, ex-président de la Chambre de commerce de Québec, le 11 septembre 2007. La même journée, Pierre-Michel Bouchard, l'ex-chef de l'Action civique de Québec, renonce à porter sa candidature, préférant plutôt rester à la tête du Centre des congrès de Québec. Le 13 septembre 2007, c'est au tour d'Ann Bourget d'annoncer officiellement qu'elle sera candidate. Le 19 octobre 2007, Ralph Mercier annonce qu'il ne se portera pas candidat.
Le 5 novembre 2007, on apprend qu'un nouveau candidat se lance dans la course. Il s'agit de Vincent Deslauriers, un jeune journaliste et enseignant de Québec. Un douzième candidat se prononce 24 heures avant la fin des candidatures: il s'agit d'Henry Jenkins, un ex-conseiller de la ville de Québec.
Le 9 novembre 2007 est la date finale pour présenter une candidature. Quinze candidates et candidats se font la lutte. C'est la course à la mairie la plus convoitée de l'histoire du Québec.

### Partis politiques et candidats

#### Renouveau municipal de Québec
Slogan : On gagne à la connaître
Les 23 élu(e)s du RMQ à l'Hôtel de ville de Québec ont donné leur appui à Ann Bourget le 31 août dernier. Les membres du conseil général du Renouveau municipal de Québec ont fait de même de façon unanime, le 19 septembre 2007, à Ann Bourget, la désignant ainsi officiellement chef du Renouveau municipal et candidate à la mairie de Québec.

#### Action civique de Québec
Slogan : Expérience & Vision
À la surprise générale, le candidat indépendant Claude Larose annonce le 6 novembre 2007 qu'il accepte le poste de chef du parti. Il sera le candidat du parti à la mairie de Québec.

#### Vision Québec
Slogan : Sécurité - Solidarité - Succès
L'avocat et ex-ministre provincial Marc Bellemare en a été le chef pour deux années consécutives, il a rendu le tablier le 30 décembre 2007.

#### Option Capitale
Son ancien chef, Hugo Lépine, a démissionné il y a plusieurs mois. C'est Daniel Brisson qui assume actuellement le poste, mais aucun candidat ne représente le parti à cette élection.

#### Défi Vert de Québec
La nouvelle formation politique, Défi Vert de Québec (DVQ), a opté pour ne pas présenter de candidat à la mairie pour cette élection complémentaire. Elle se rangera avec la candidate ou le candidat le plus vert.

#### Indépendants

##### Régis Labeaume
Slogan : L'action. La ville. L'avenir. Labeaume.
Régis Labeaume est un homme d'affaires, le président-directeur général actuel de la Fondation de l’Entrepreneurship et un ancien candidat à la chefferie du Renouveau municipal de Québec en 2005. Il a réussi à réunir plusieurs conseillers indépendants du Conseil municipal de Québec qui étaient favorables à sa candidature.

##### Pierre Dolbec
Slogan : Pierre Dolbec pour la mairie de Québec
Pierre Dolbec est un ancien président de la Chambre de commerce de Québec. Sous sa gouverne, il a fait connaître et donner de la crédibilité à la nouvelle entité de la Chambre de commerce auprès de la population, après la fusion de plusieurs Chambres de commerce. Il possède un franc parler, fort populaire comme qualité chez un politicien à Québec.

##### Pierre Bernier
Slogan : Aucun
Propriétaire de la boutique MuséoVélo. Sa priorité durant cette campagne est de promouvoir la place du vélo à Québec.

##### Vincent Deslauriers
Slogan : Penser globalement, agir localement
Journaliste et enseignant de la ville de Québec, âgé de 27 ans.

##### Michel Vallée
Slogan : Un candidat au cœur des préoccupations
Ingénieur au Gouvernement du Québec, ses motivations principales sont les infrastructures municipales, mais plus précisément les infrastructures sportives.

##### Henry Jenkins
Slogan : Aucun
Ex-conseiller de la défunte ville de Sainte-Foy et ex-conseiller de la ville de Québec.

##### Christian Légaré
Slogan : Christian Légaré à la Mairie de Québec
Homme d'affaires de la ville de Québec.

##### Claude Gagnon
Slogan : Aucun
Membre de la Coalition des aînés du Québec.

##### Bruno Tremblay
Slogan : On existe maintenant!
Âgé de 18 ans seulement, ce qui en fait le plus jeune candidat à la mairie dans l'histoire de la Ville de Québec, cet étudiant en sciences humaines vise à faire connaître le mécontentement des jeunes qui se sentent oubliés des élus et à aider les plus démunis.

##### Malvina-Michelle Roy-Delwaide
Slogan : Aucun
Une dame de 77 ans, habituée des conseils de ville,

##### Denis Haché
Slogan : Aucun
Plongeur au restaurant le Wok n’Roll au centre-ville de Québec.

##### Louis Méthot
Slogan : Aucun
Louis Méthot se présente à la mairie de Québec en ayant une seule promesse : éliminer le Conseil municipal.

### Enjeux

#### 400eanniversairede Québec
Le 400e anniversaire de la ville de Québec sera parmi les plus grands enjeux de cette campagne. En effet, la population vit une certaine réticence face à l'événement, dû à un manque de transparence du Comité du 400e, et à l'abandon de certains projets par la France, dont la modification de la Place de Paris, la chorale de 2008 chanteurs, l'exposition sur les familles souches, etc.

#### Économie
L'économie de la région de Québec vit actuellement un boom. Ainsi, la ville de Québec est en presque plein emploi, d'où un manque de main-d'œuvre criant. L'immigration y est appelée à jouer un grand rôle.

#### Transports
Le réseau de Tramway de Québec, un projet cher à la communauté d'affaires de Québec, va aussi être mentionné. D'ailleurs, Ann Bourget mentionne que cela devrait être aux deux paliers de gouvernement à payer pour cette nouvelle infrastructure comme il a été le cas à Montréal et Laval.
Marc Bellemare et Claude Larose lance la serviette au sujet du tramway, il prône plutôt qu'on desserve la banlieue, car selon eux, l'électorat à conquérir est la banlieue.

#### Finances publiques
Un autre enjeu qui attirera l'attention sera les finances publiques. L'ancienne mairesse, Andrée P. Boucher, en avait fait sa marque.

#### Négociation des nouvelles conventions collectives
La majorité des candidats se montre sur l'offensive avec la promesse de ne rien leur céder, d'abolir des postes, ainsi que de stagner les salaires pour plusieurs années.

### Sondages
Nota: Les pourcentages représentent un estimé des intentions de vote au sein de l'électorat de la ville de Québec.
| Maison de sondage | Date             | Lien | R.M.Q. Ann Bourget | A.C.Q. Claude Larose | V.Q. Marc Bellemare | Ind. Pierre Dolbec | Ind. Régis Labeaume |
| Unimarketing      | 4 septembre 2007 | HTML | 16 %               | 5 %                  | 15 %                | -                  | 5 %                 |
| Léger Marketing   | 7 septembre 2007 | HTML | 18 %               | -                    | 10 %                | -                  | 6 %                 |
| Léger Marketing   | 17 octobre 2007  | HTML | 32 %               | 14 %                 | -                   | 6 %                | 10 %                |
| Léger Marketing   | 10 novembre 2007 | HTML | 34 %               | 8 %                  | 16 %                | 4 %                | 16 %                |
| Unimarketing      | 12 novembre 2007 | HTML | 33 %               | 8 %                  | 13 %                | 4 %                | 16 %                |
| Léger Marketing   | 20 novembre 2007 | HTML | 41 %               | 4 %                  | 8 %                 | 2 %                | 25 %                |
| Axiome Marketing  | 23 novembre 2007 | HTML | 40,2 %             | 4,3 %                | 6,2 %               | 1,7 %              | 22 %                |
| Unimarketing      | 27 novembre 2007 | HTML | 35 %               | -                    | -                   | -                  | 29 %                |
| Unimarketing      | 30 novembre 2007 | HTML | 36 %               | 8 %                  | 4 %                 | 2 %                | 45 %                |

### Résultats
|                                                     | Régis Labeaume                | Indépendant                   | 104 964                | 59,0 % |
|                                                     | Ann Bourget                   | Renouveau municipal de Québec | 58 199                 | 32,7 % |
|                                                     | Marc Bellemare                | Vision Québec                 | 6 772                  | 3,8 %  |
|                                                     | Claude Larose                 | Action civique de Québec      | 2 705                  | 1,5 %  |
|                                                     | Pierre Dolbec                 | Indépendant                   | 1 482                  | 0,8 %  |
|                                                     | Vincent Deslauriers           | Indépendant                   | 1 287                  | 0,7 %  |
|                                                     | Christian Légaré              | Indépendant                   | 818                    | 0,5 %  |
|                                                     | Pierre Bernier                | Indépendant                   | 797                    | 0,4 %  |
|                                                     | Michel Vallée                 | Indépendant                   | 200                    | 0,1 %  |
|                                                     | Bruno Tremblay                | Indépendant                   | 178                    | 0,1 %  |
|                                                     | Malvina-Michelle Roy-Delwaide | Indépendant                   | 172                    | 0,1 %  |
|                                                     | Henry Jenkins                 | Indépendant                   | 115                    | 0,1 %  |
|                                                     | Claude Gagnon                 | Indépendant                   | 91                     | 0,1 %  |
|                                                     | Denis Haché                   | Indépendant                   | 78                     | 0,0 %  |
|                                                     | Louis Méthot                  | Indépendant                   | 44                     | 0,0 %  |
| Total:                                              | Total:                        | Total:                        | 177 902                |        |
| Taux de participation:                              | Taux de participation:        | Taux de participation:        | Taux de participation: | 46 %   |
| Source : Ville de Québec, présidence de l'élection, |                               |                               |                        |        |

|                                                    | Anne Guérette          | Indépendante                  | 2303                   | 43,3 % |
|                                                    | Diane Allard           | Renouveau municipal de Québec | 2079                   | 39,0 % |
|                                                    | Jacques Langlois       | Indépendant                   | 676                    | 12,7 % |
|                                                    | Rokhia Thiam           | Vision Québec                 | 201                    | 3,8 %  |
|                                                    | Alain Proulx           | Indépendant                   | 65                     | 1,2 %  |
| Total:                                             | Total:                 | Total:                        | 5 324                  |        |
| Taux de participation:                             | Taux de participation: | Taux de participation:        | Taux de participation: | %      |
| Source : Ville de Québec, présidence de l'élection |                        |                               |                        |        |